# Rush 2: Extreme Racing USA
 Rush 2: Extreme Racing USA è un videogioco di guida sviluppato da Atari Games e pubblicato da Midway Games per la Nintendo 64. È stato messo in commercio il 10 novembre 1998 in Nord America e il 10 febbraio 1999 in Europa. Si tratta del sequel di San Francisco Rush: Extreme Racing.

## Caratteristiche
Il gioco si distingue per l'elevato livello dei dettagli delle ricreazioni delle varie città.
Le città sono New York (Periferia e centro), Las Vegas, San Francisco (Alcatraz) , Los Angeles, Seattle e le isole Hawaii.

## Tracciati
- Las Vegas
- New York Downtown
- Hawaii
- New York Uptown
- Alcatraz
- Los Angeles
- Seattle
- Half Pipe
- Crash
- Stunt
- Midway
- Pipe